# Robo de atención

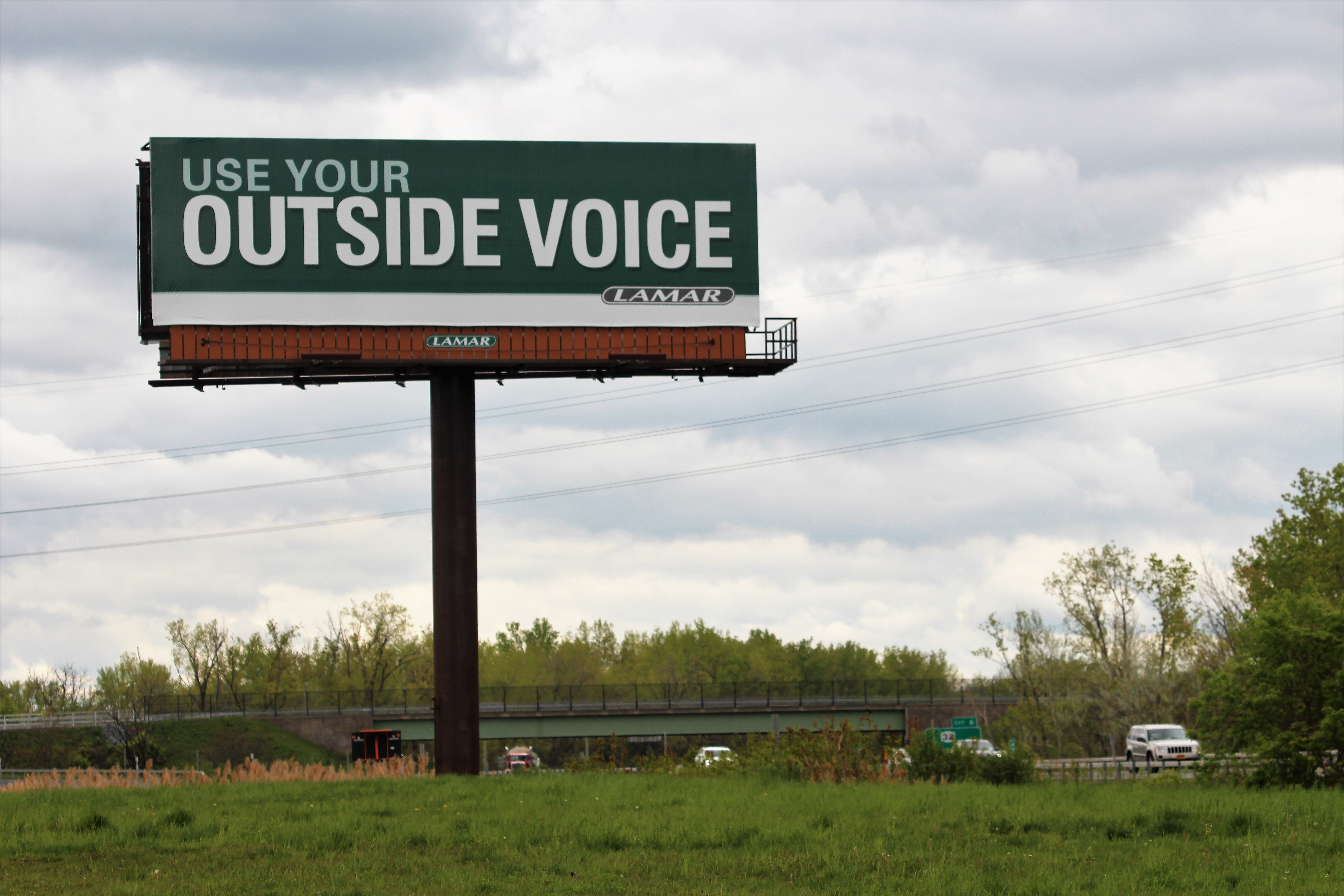
Las vallas publicitarias son un ejemplo comúnmente citado de robo de atención.

El robo de atención es una teoría en sociología económica y psicología que describe situaciones en las que los especialistas en mercadotecnia sirven anuncios de publicidad a consumidores que no han dado su consentimiento para verlos y a quienes no se les da nada a cambio. Los perpetradores buscan distraer a los destinatarios con su contenido publicitario, llamando así su atención.
El robo de atención se ha criticado como un ejemplo de mercadotecnia poco ética. Se relaciona con el concepto de economía de la atención, que postula que la atención es un recurso escaso y le aplica la teoría económica.

## Base psicológica

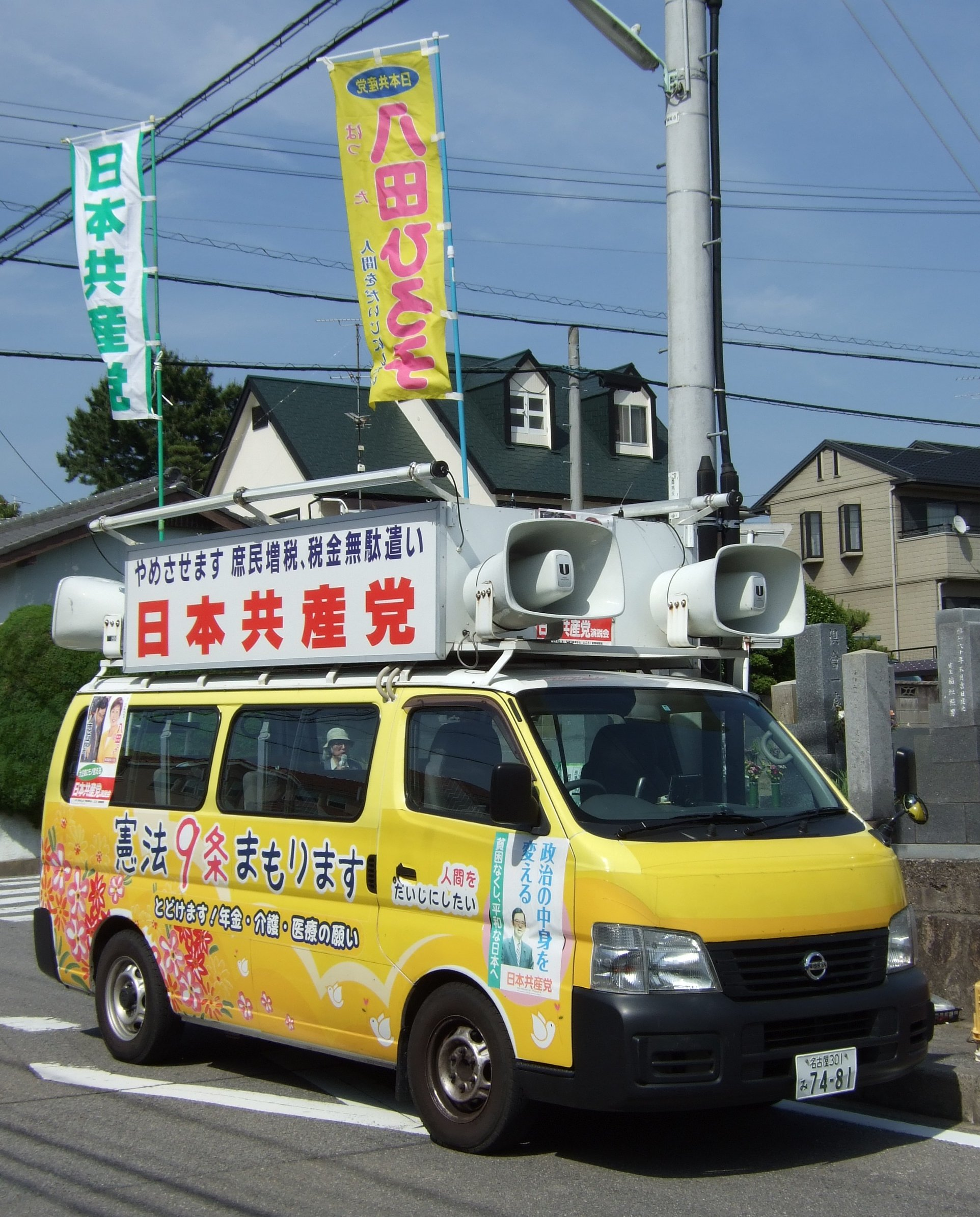
Vehículos con publicidad sonora se utilizan con frecuencia en Japón para transmitir mensajes políticos o comerciales.

Las personas son susceptibles al robo de atención porque tienden de manera predeterminada a prestar atención a cualquier estímulo en su entorno que sea más notable, un fenómeno conocido en psicología como orientación exógena. Los anunciantes pueden publicar contenido diseñado deliberadamente para distraer, lo que dificulta ignorarlo. Ejemplos de este tipo de contenido pueden incluir animaciones, letras en negrita, diseños abarrotados y notificaciones frecuentes o innecesarias.

## Ejemplos
Los ejemplos comúnmente citados de robo de atención incluyen vallas publicitarias, aplicaciones que envían notificaciones promocionales, vehículos con publicidad sonora, correo spam y pantallas de televisión con contenido promocional en su mayor parte o en su totalidad en ubicaciones con una audiencia cautiva, como estaciones de servicio, aviones, salas de espera y taxis.

## Crítica
Los críticos del robo de atención lo caracterizan como un tipo de mercadotecnia poco ética. Argumentan que contribuye a la sobrecarga informativa, lo que conduce a resultados de salud negativos e infringe la libertad intelectual. Escribiendo en Wired en 2017, el académico legal Tim Wu instó a los gobiernos municipales a aprobar leyes que prohíban algunos casos de robo de atención. Wu y otros temen que los avances tecnológicos inminentes puedan aumentar la omnipresencia del fenómeno.